# Skandinavisk modetidning

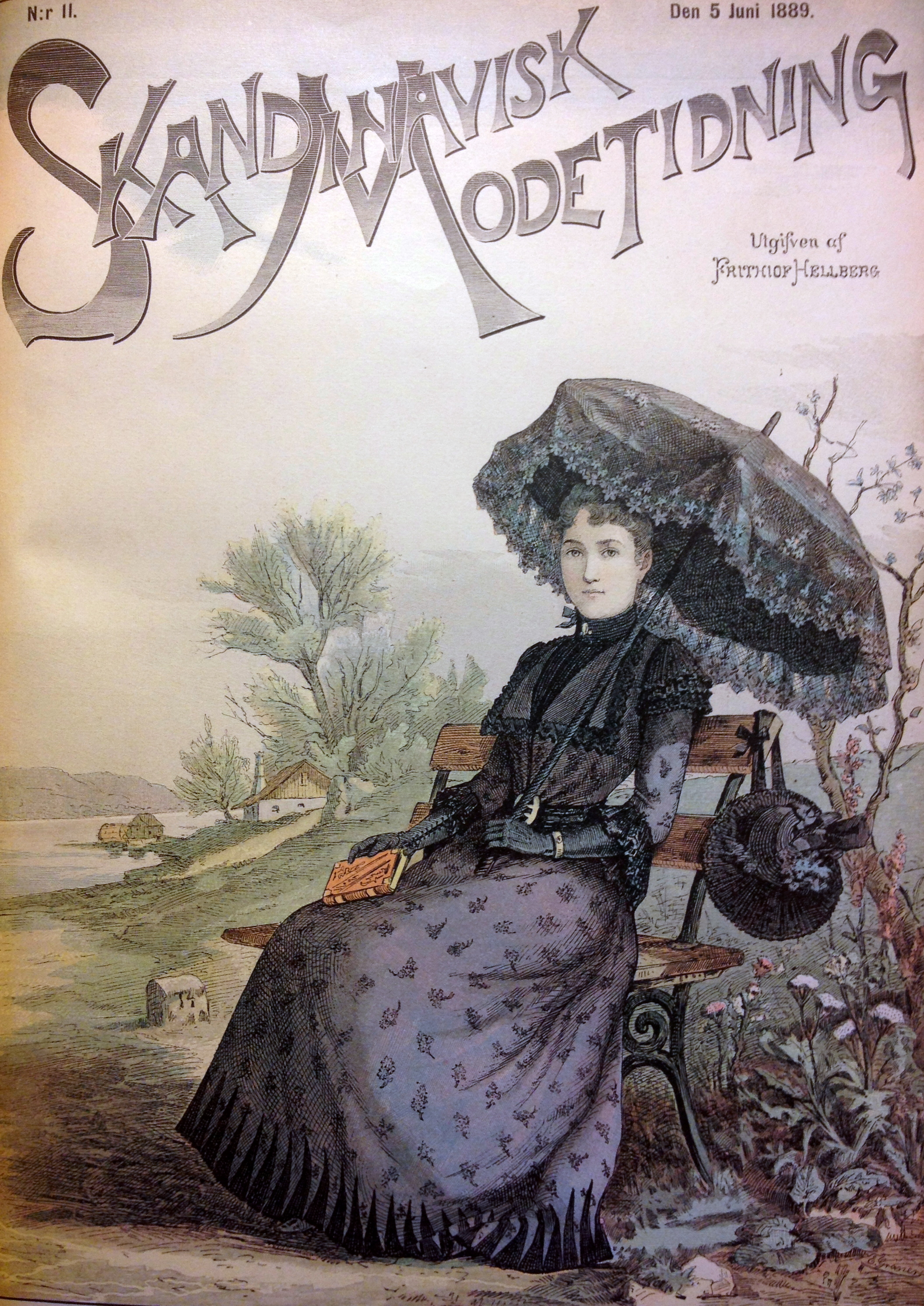
Skandinavisk modetidning, nummer 11, utgiven 1889.

Skandinavisk modetidning var ett svenskt illustrerat modemagasin som utgavs 1888–1889 av Frithiof Hellberg. Den var en svensk utgåva av den österrikiska tidningen Wiener-Mode.
Tidningen innehöll förutom talrika modeplanscher även artiklar, kåserier och mönsterbilagor om dammode, barnkläder, handarbete och heminredning. I tidningen förekom även pristävlingar.
En annons från 1888 Idun beskrev den:
"Skandinavisk Modetidning, den finaste prydnad för salongsbordet samt den rikhaltigaste och tillförlitligaste mode- och handarbetsjournal, torde prenumeration ofördröjligen ske. Tidningens anmälan å sista sidan i n:r 1, som medföljde till Iduns alla prenumeranter, torde noga genomläsas. Skandinavisk Modetidning, som är en alldeles sjelfständig, från Idun skild tidning, kostar för november och december endast 1 krona." 
Tidningen lades ner 1889 och därefter utgav Hellberg Idun.

## Bilder

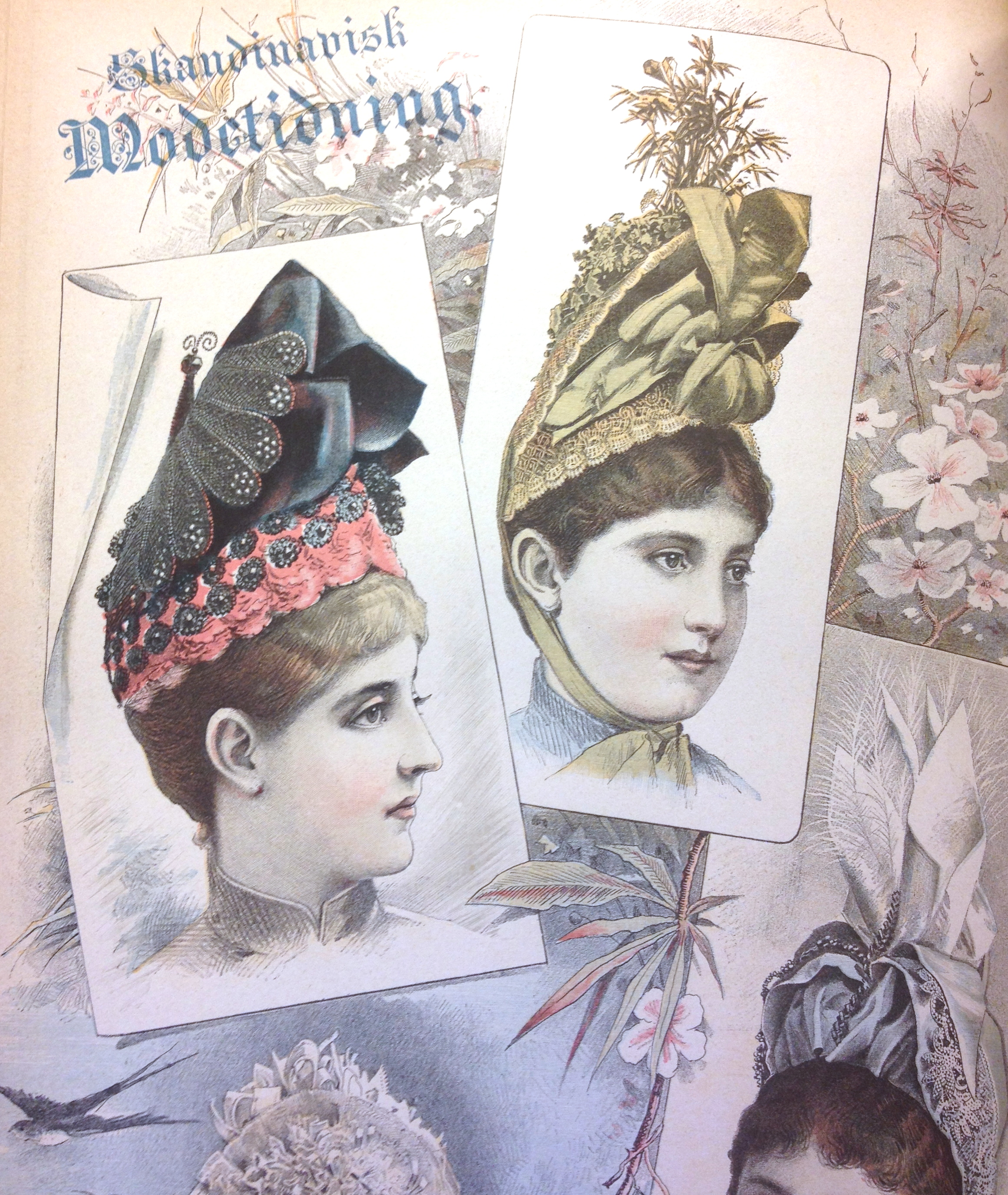
Hattar 1889.
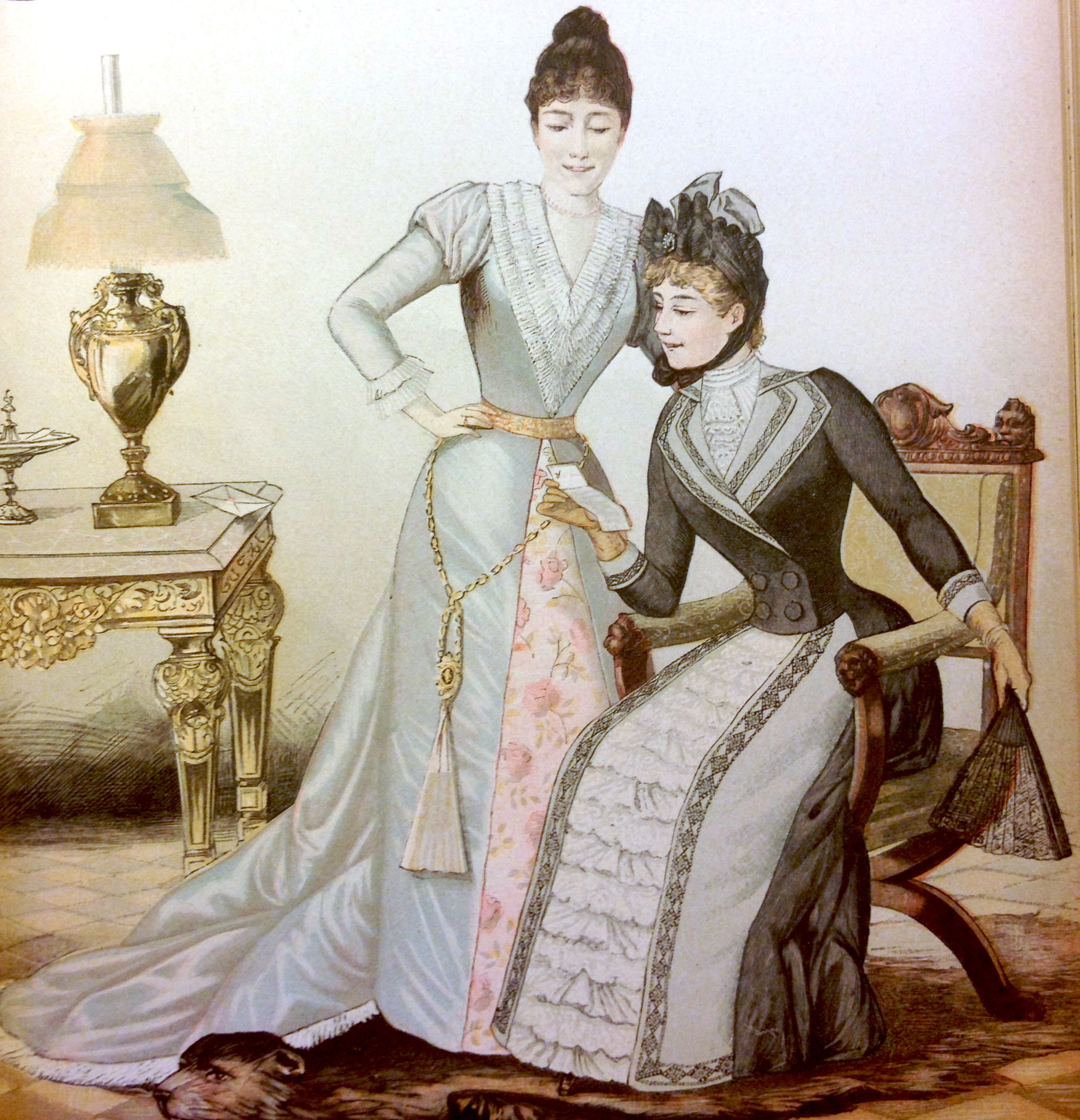
Årgång 1889, nummer 19.
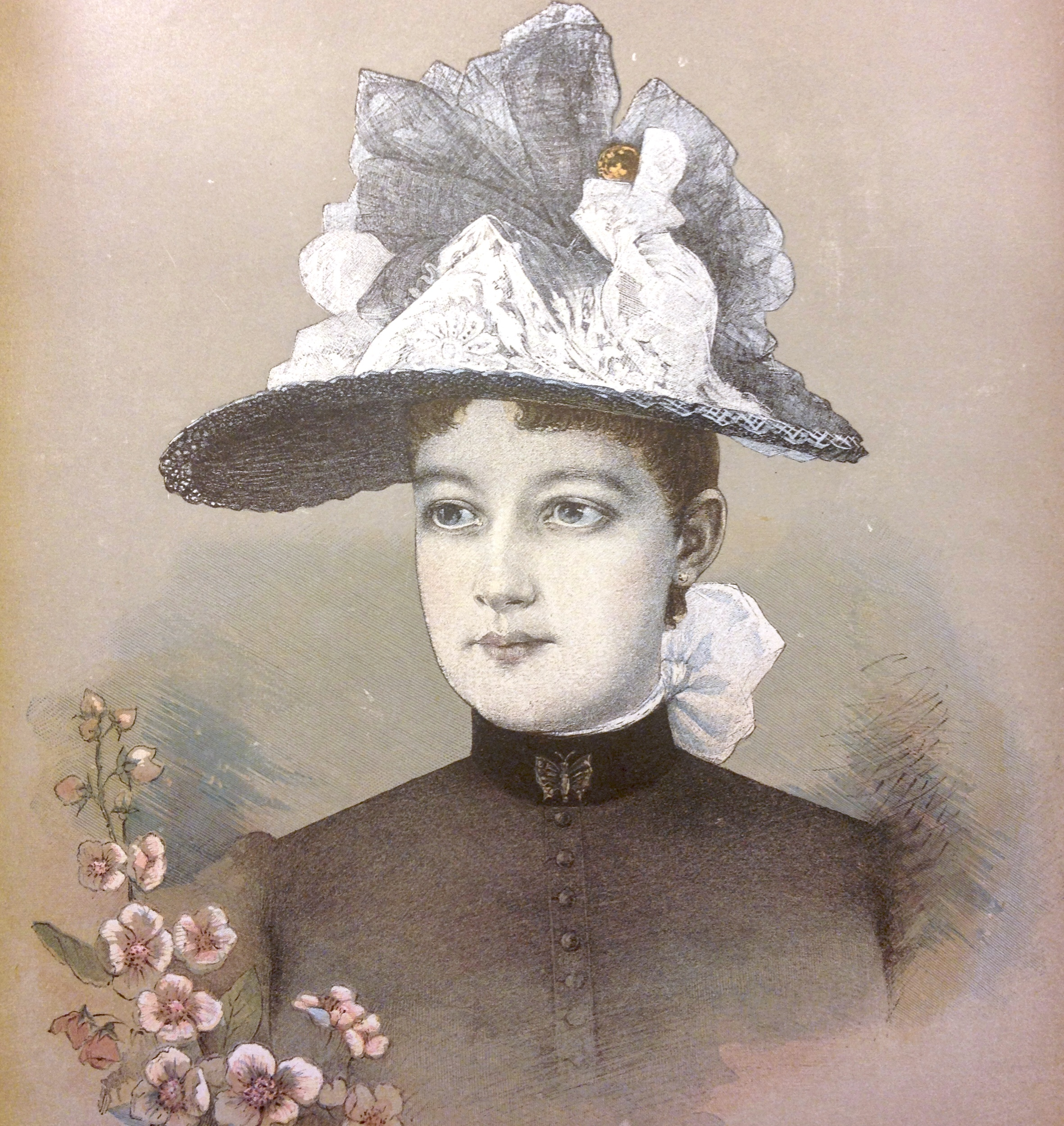
Årgång 1889; nummer 18.
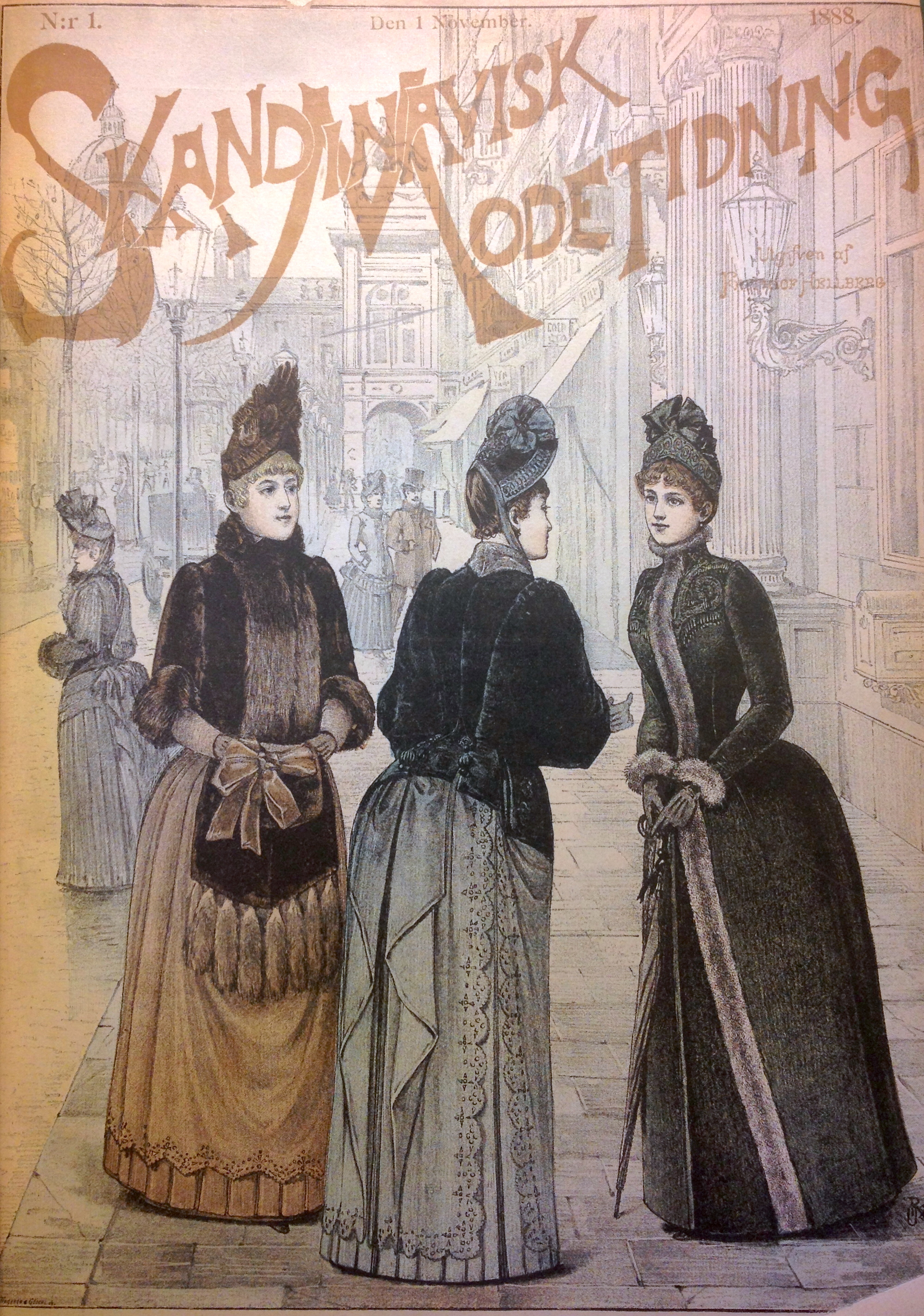
Årgång 1888; nummer 1.
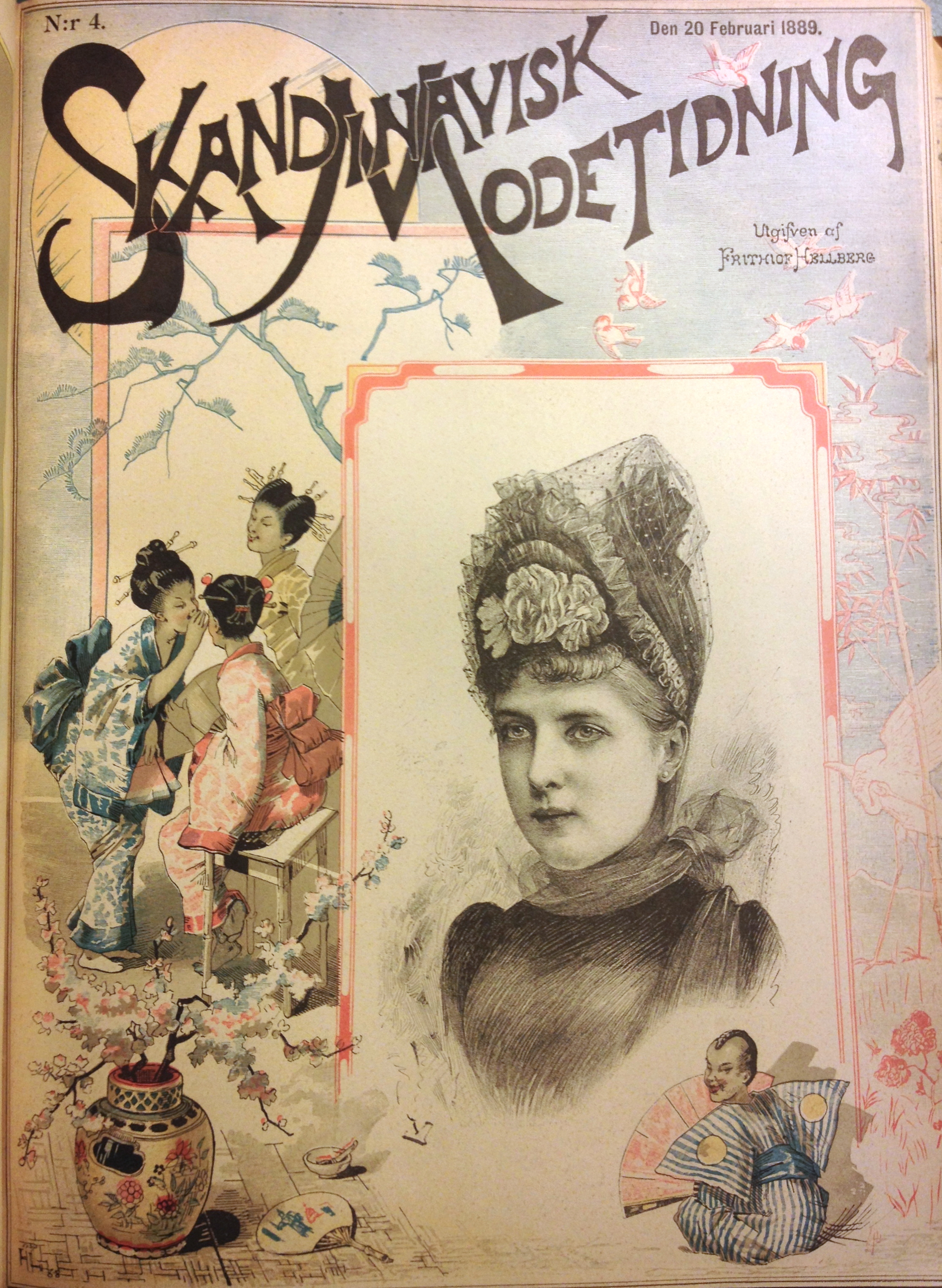
Årgång 1889; nummer 4.
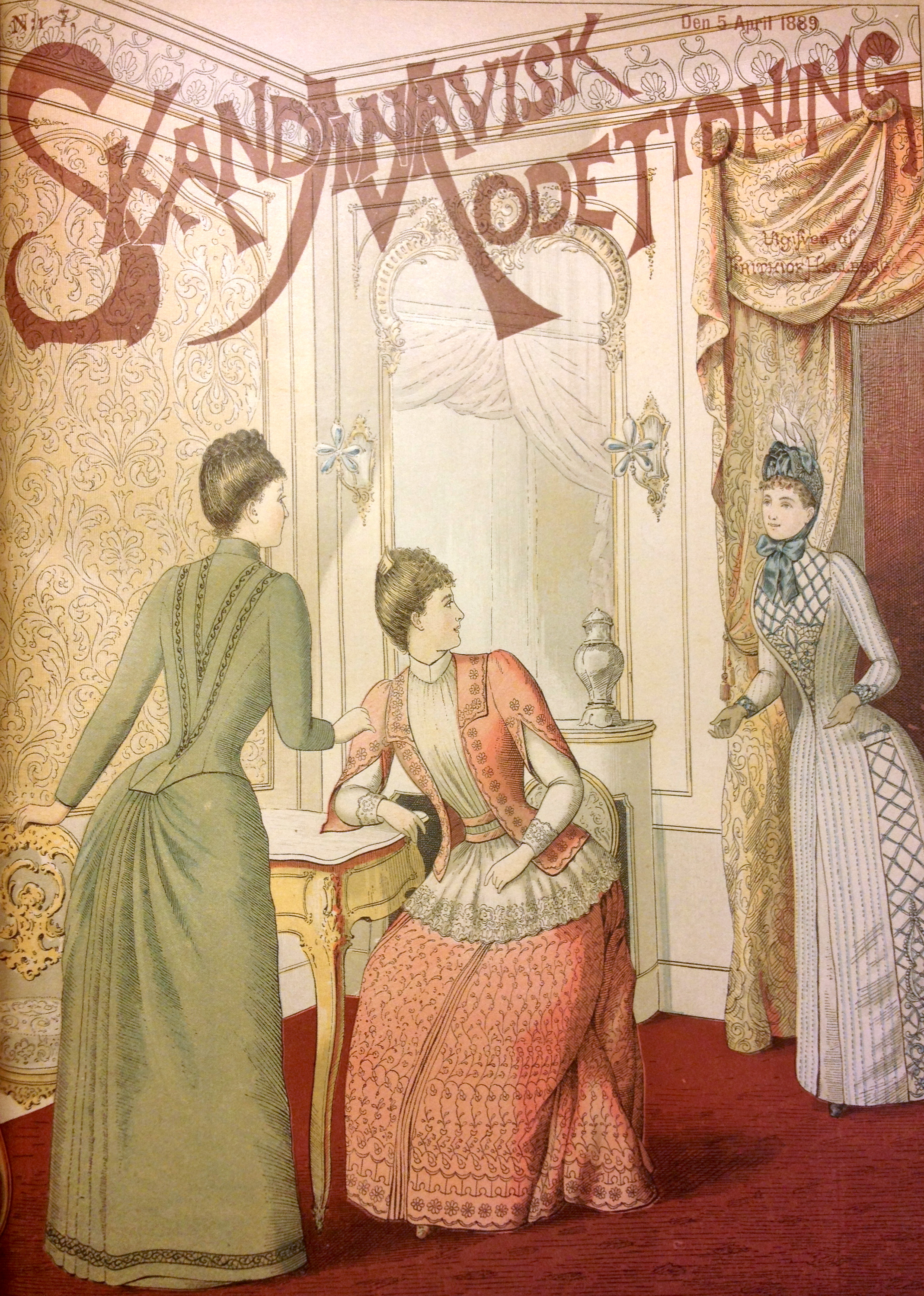
Årgång 1889; nummer 7.
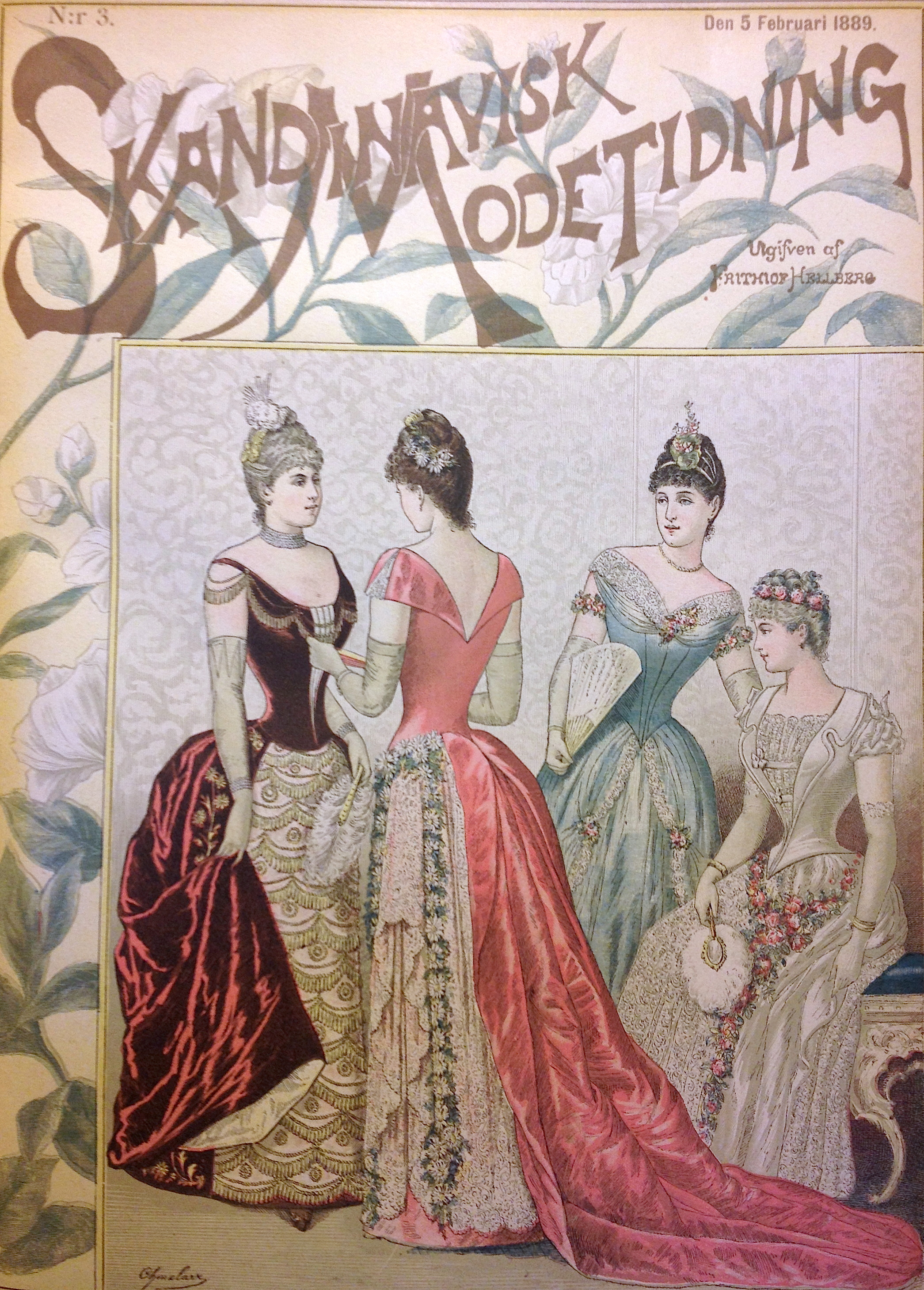
Årgång 1889; nummer 3.